# The Blazing World
The Description of a New World, Called the Blazing-World, più semplicemente The Blazing World, tradotto in italiano come Il mondo sfavillante, è un racconto utopico di Margaret Cavendish, scritto nel 1666 ed edito due anni dopo. Fu pubblicato insieme al trattato filosofico Observations on Experimental Philosophy.

## Trama
Una giovane e bella donna viene rapita, ma la nave in cui è rinchiusa perde la rotta, va verso il Polo Nord e i suoi rapitori muoiono dal freddo. Miracolosamente la donna si salva e la nave la conduce in un mondo parallelo, in cui si accede attraverso il polo. Lì è accolta da creature metà uomini e metà animali: uomini-orso, uomini-volpe, uomini-verme... Tutti la credono una divinità e la conducono dall'imperatore, che se ne innamora, la sposa e le regala il potere assoluto sul Blazing World.
L'Imperatrice si informa su tutto ciò che conoscono gli strani abitanti del mondo, che vivono in pace fra loro speculando sulla natura e sulla vita. Vengono create per lei delle accademie in cui si coltiva la filosofia e spesso il dibattito diventa fine a se stesso. Dopo aver convertito l'intero mondo al Cristianesimo, l'imperatrice vuole dedicarsi alla cabala e convoca la duchessa di Newcastle (l'autrice stessa) come scriba.
La duchessa però la convince a rinunciarvi e a dedicarsi alla costruzione di un proprio mondo di fantasia, che non dà tanti problemi come quello reale che lei governa. Successivamente, l'imperatrice viene avvisata della guerra civile che imperversa nella sua patria, l'Inghilterra, e vi conduce un esercito armato di una pietra di fuoco che brucia anche se bagnata. Dopo aver sconfitto i nemici, non viene creduta come salvatrice e allora causa anche il Grande incendio di Londra, venendo finalmente riconosciuta come una potente e assoluta principessa.

## Genere

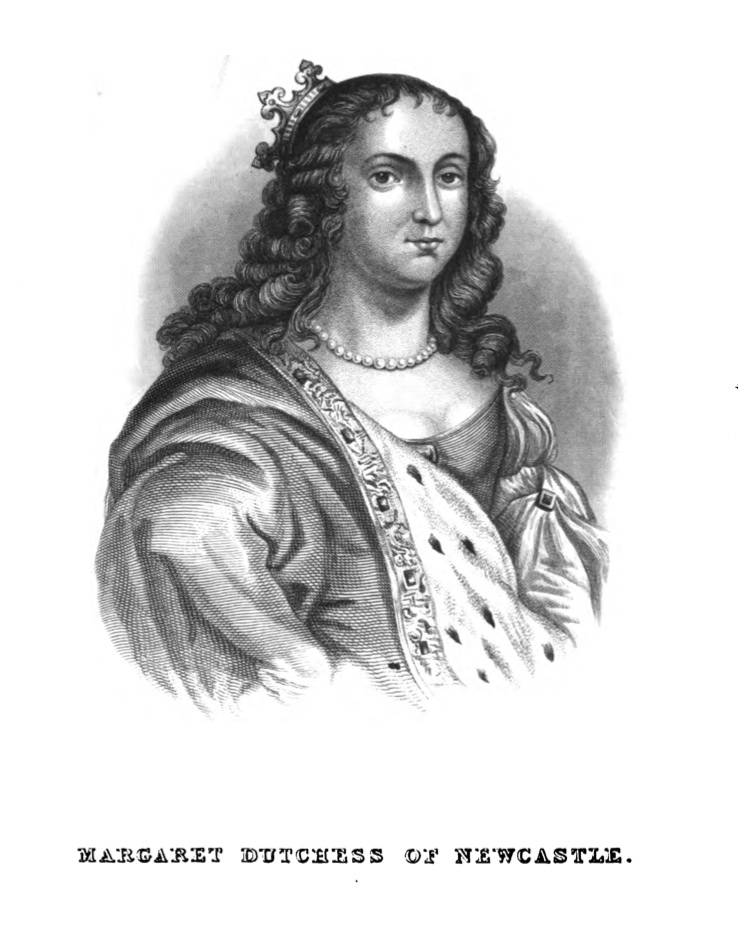
Margaret Cavendish, duchessa di Newcastle

Il testo non è facilmente classificabile. La stessa Cavendish scrive di aver mischiato la finzione con il romanzo e la filosofia, i critici aggiungono che vi è anche una vena di fantascienza e soprattutto di utopismo, ma anche di trattatistica scientifica. Nonostante The Blazing World venga accusato di essere slegato, confusionario, poco scorrevole e anche autocelebrativo, è il primo esempio di utopia scritta da una donna, sul solco creato da L'Utopia di Thomas More e La nuova Atlantide di Francis Bacon.
È anche il primo esempio di utopia scritta appositamente per le donne. La protagonista è una giovane donna anonima, che diventa imperatrice: una sorta di esaltazione della potenza delle donne, che si riscattano fino al ruolo di governare un intero pianeta. Il tocco di fantascienza è dato dalla posizione di questo Blazing World, che la giovane donna raggiunge attraverso il Polo Nord, che è collegato al Polo Sud, all'estremità opposta del globo terrestre.

## Edizioni
(parziale)
- Margaret Cavendish, Il mondo sfavillante, a cura di Nicolosi M. G., CUECM, 2008, ISBN 88-95104-55-2.